# مون جونغ-جو
مون جونغ-جو (هانغل: 문정주) هو لاعب كرة قدم كوري جنوبي في مركز الوسط، ولد في 22 مارس 1990 في كوريا الجنوبية. لعب مع Chungju Hummel FC ‏.

## وصلات خارجية
- مون جونغ-جو على موقع دوري كوريا الجنوبية (الإنجليزية)
- مون جونغ-جو على موقع Soccerway.com (الإنجليزية)